# Razdollea, Bilovodsk
Razdollea (în ucraineană Раздолля) este un sat în comuna Novolîmarivka din raionul Bilovodsk, regiunea Luhansk, Ucraina.